# Armorial des communes de la province de Liège
- il comporte peu ou pas de sources.
- il reste des blasons à dessiner dans cet armorial.
- certaines figures sont encore dans un format bitmap et doivent être vectorisées.

Cette page donne les armoiries (figures et blasonnements) des communes de la province belge de Liège.
- Haut – A
- B
- C
- D
- E
- F
- G
- H
- I
- J
- K
- L
- M
- N
- O
- P
- Q
- R
- S
- T
- U
- V
- W
- X
- Y
- Z

## A
| Blason de Amay | Blason  | D'or à 3 pals d'azur au chef de gueules.                                                       |
| Blason de Amay | Détails | Délibération communale: 28 juin 1992, Arrêté de l'exécutif de la communauté: 12 décembre 1994. |

| Blason de Amblève | Blason  | Parti, en 1 burelé d'argent et d'azur au lion à la queue fourchée et passée en sautoir de gueules, armé, lampassé et couronné d'or. En 2 d'azur à la fasce ondée d'argent. |
| Blason de Amblève | Détails | Le statut officiel du blason reste à déterminer. |

| Blason de Ans | Blason  | De gueules au lion d'or.                                 |
| Blason de Ans | Détails | Arrêté de l'exécutif de la communauté: 12 décembre 1994. |

| Blason de Anthisnes | Blason  | De sinople à la fasce d'argent chargée de 3 mouchetures d'hermine de sable. accompagnée de 3 besants d'or, 2 en chef et 1 en pointe. |
| Blason de Anthisnes | Détails | Délibération communale: 7 juin 1990, Arrêté de l'exécutif de la communauté: 4 avril 1996.                                            |

| Blason de Aubel | Blason  | D'argent à un Saint-Hubert au naturel. D'argent terrassé de sinople, à senestre, un cheval de sable cabré, à dextre un cerf d'or surmonté d'une croix du même. Au centre, à genoux, Saint-Hubert au naturel auréolé d'or au pied d'un arbre au naturel. Source : site officiel (image de très mauvaise qualité); autre image du blason |
| Blason de Aubel | Détails | Arrêté Royal: 30 juin 1840. |

| Blason de Awans | Blason  | De vair plein.                                                                                |
| Blason de Awans | Détails | Délibération communale: 27 mars 2001, Arrêté de l'exécutif de la communauté: 17 juillet 2003. |

| Blason de Aywaille | Blason  | Parti au 1 burelé d'argent et d'azur, de dix pièces au lion de gueules, couronné, armé et lampassé d'or, à la queue fourchue et passée en sautoir (qui est de Luxembourg), au 2 d'argent au lion de gueules, couronné, armé et lampassé d'or à la queue fourchue et passée en sautoir (qui est de Limbourg), l'écu posé devant un saint Pierre tenant de la dextre une clef, le panneton en haut et tourné à l'extérieur et de la senestre un livre fermé, le tout d'or. |
| Blason de Aywaille | Détails | Arrêté de l'exécutif de la communauté: 21 avril 1983. |

## B
| Blason de Baelen | Blason  | De gueules chapé-ployé d'argent à trois roses de l'un à l'autre, boutonnées du champ et barbées de sinople. Blasonnement revu et corrigé: De gueules à une rose d'argent boutonnée d'or; chapé-ployé d'argent à deux roses de gueules boutonnées d'or. |
| Blason de Baelen | Détails | Arrêté de l'exécutif de la communauté: 18 décembre 1991. |

| Blason de Bassenge | Blason  | D'azur au dextrochère de carnation mouvant d'une nuée de gueules tenant une crosse accompagnée d'une fleur de lys à dextre et à senestre de deux étoiles de six rais, tous d'or. |
| Blason de Bassenge | Détails | Le statut officiel du blason reste à déterminer. |

| Blason de Berloz | Blason  | Parti, à dextre, d'or à deux fasces de gueules; à senestre, de gueules à une épée d'argent garnie d'or posée en pal, la pointe en bas et senestrée d'une rose du même. () |
| Blason de Berloz | Détails | Le statut officiel du blason reste à déterminer. |

| Blason de Beyne-Heusay | Blason  | Écartelé: au premier et au quatrième, d'argent à la bande coticée de sable chargée de trois coquilles d'or; au deuxième et troisième, d'argent au lion de gueules, armé et lampassé du même, chargé en cœur d'un croissant montant d'or. |
| Blason de Beyne-Heusay | Détails | Arrêté de l'exécutif de la communauté: 15 fevrier 2000. |

| Blason de Blegny | Blason  | Écartelé en sautoir, en chef, d'argent à trois lions de sinople, armés et lampassés de gueules, couronnés d'or (qui est du Marquisat de Franchimont); à dextre, d'argent à un arbre au naturel fruité d'or, posé sur un tertre de sinople, à l'aigle de sable becquée et membrée de gueules, couronnée à l'antique d'or, tenant dans ses serres une trangle alésée d'or; à senestre, d'argent à un château de gueules ouvert et ajouré, à trois tours crénelées et ajourées, celle du milieu plus haute et plus large que les deux autres; en pointe, de sable à deux pics de mineurs passés en sautoir, à une lampe de mineur brochant sur les pics, le tout d'argent. |
| Blason de Blegny | Détails | Le statut officiel du blason reste à déterminer. |

| Blason de Braives | Blason  | De gueules à un château-fort à donjon d'argent, tel qu'il figure sur le sceau du XIVe siècle de la haute cour de Braives. |
| Blason de Braives | Détails | Le statut officiel du blason reste à déterminer.                                                                          |

| Blason de Bullange | Blason  | Fascé d’argent et d’azur de 10 pièces, au lion de gueules, armé, lampassé et couronné d’or, brochant sur le tout; chapé-ployé parti au 1) d’argent à une croix de gueules, au 2) de gueules à une fasce d’argent. |
| Blason de Bullange | Détails | Le statut officiel du blason reste à déterminer. |

| Blason de Burdinne | Blason  | Écartelé, aux 1 et 4 d'argent à la fasce de gueules entre deux burelles de même, aux 2 et 3 d'argent au chef émanché de gueules de 3 pièces. |
| Blason de Burdinne | Détails | Le statut officiel du blason reste à déterminer.                                                                                             |

| Blason de Burg-Reuland | Blason  | D'azur à la bande vivrée d'or                    |
| Blason de Burg-Reuland | Détails | Le statut officiel du blason reste à déterminer. |

| Blason de Butgenbach | Blason  | De gueules à deux pelles (parfois erronément des avirons) d'argent posées en sautoir, les manches en haut terminées en T. |
| Blason de Butgenbach | Détails | Le statut officiel du blason reste à déterminer.                                                                          |

## C
| Blason de Chaudfontaine | Blason  | (Si l'on s'en tient à cette source , Chaudfontaine n'avait pas de blason et aurait récupéré celui de Vaux sous Chêvremont) De sable au lion d'or armé et lampassé de gueules. |
| Blason de Chaudfontaine | Détails | Le statut officiel du blason reste à déterminer. |

| Blason de Clavier | Blason  | De gueules, à la bande ondée d'argent accompagnée en chef de trois châtelets d'argent (qui est d'Ocquier). |
| Blason de Clavier | Détails | Le statut officiel du blason reste à déterminer.                                                           |

| Blason de Crisnée | Blason  | D'argent à cinq fusées de gueules, accolées en fasce, au franc-quartier d'or au sautoir de gueules. |
| Blason de Crisnée | Détails | Le statut officiel du blason reste à déterminer.                                                    |

Communes manquantes : Comblain-au-Pont.

## D
| Blason de Dalhem | Blason  | D'azur à un château ouvert ajouré et maçonné du champ, à trois tours crénelées celle du milieu plus haute que les deux autres et d'où hissent latéralement deux bannières chargées d'un lion, accosté de huit épis du même, rangés en pal quatre et quatre, ceux à dextre posés en bande, ceux à senestre posés en barre, le tout d'or. |
| Blason de Dalhem | Détails | Le statut officiel du blason reste à déterminer. |

| Blason de Dison | Blason  | D'azur à trois navettes de tisserand, deux en sautoir, la troisieme brochant en pal sur les deux autres, auxquelles est suspendue par une chaine tissée, une toison, le tout d’or. |
| Blason de Dison | Détails | Le statut officiel du blason reste à déterminer. |

| Blason de Donceel | Blason  | D'azur à six fleurs de lys rangées 3, 2 et 1. Sources: site officiel (image); autre image du blason |
| Blason de Donceel | Détails | Le statut officiel du blason reste à déterminer.                                                    |

## E
| Blason de Engis | Blason  | D'or à la barre diminuée de gueules accostée de quatre coqs hardis du même rangés en bande, deux en chef et deux en pointe. |
| Blason de Engis | Détails | Le statut officiel du blason reste à déterminer.                                                                            |

| Blason de Esneux | Blason  | D'azur à un donjon à trois tours d'or ouvert de gueules. |
| Blason de Esneux | Détails | Le statut officiel du blason reste à déterminer.         |

| Blason de Eupen | Blason  | D'or à la croix engrêlée de gueules.             |
| Blason de Eupen | Détails | Le statut officiel du blason reste à déterminer. |

## F
| Blason de Faimes | Blason  | D'hermine chargé d'un croissant de gueules.      |
| Blason de Faimes | Détails | Le statut officiel du blason reste à déterminer. |

| Blason de Ferrières | Blason  | D'or à une tête de gorgone de gueules.           |
| Blason de Ferrières | Détails | Le statut officiel du blason reste à déterminer. |

| Blason de Fexhe-le-Haut-Clocher | Blason  | De gueules au lion à la queue fourchée et passée en sautoir d'argent, armé, lampassé et couronné d'or. |
| Blason de Fexhe-le-Haut-Clocher | Détails | Le statut officiel du blason reste à déterminer.                                                       |

| Blason de Flémalle | Blason  | De gueules à la barre ondée d'argent accompagnée en chef d'un pic d'alunier et, en pointe de six besants d'or rangés 3, 2 et 1, le tout d'or. |
| Blason de Flémalle | Détails | Décision du Conseil communal du 18 juin 1991, reconnu par l'arrêté royal du 18 décembre 1991.                                                 |

| Blason de Fléron | Blason  | De gueules au pal d'or chargé de trois chevrons de sable. |
| Blason de Fléron | Détails | Le statut officiel du blason reste à déterminer.          |

## G
| Blason de Geer | Blason  | D'azur à une tour ouverte à toit conique d'argent, accostée de quatre épis d'or rangés en pal 2 et 2. Ceux à dextre en bande, ceux à senestre posés en barre. |
| Blason de Geer | Détails | Le statut officiel du blason reste à déterminer. |

| Blason de Grâce-Hollogne | Blason  | D'argent à cinq burèles d'azur au lion de gueules armé lampassé et couronné d'or brochant sur le tout. |
| Blason de Grâce-Hollogne | Détails | Le statut officiel du blason reste à déterminer.                                                       |

## H
| Blason de Hamoir | Blason  | D'argent au lion de sinople armé et lampassé de gueules. |
| Blason de Hamoir | Détails | Le statut officiel du blason reste à déterminer.         |

| Blason de Hannut | Blason  | De gueules au château ouvert crenelé d'or maçonné de sable, le donjon de mesme chargé des armoiries de Brabant-Limbourg. |
| Blason de Hannut | Détails | Le statut officiel du blason reste à déterminer.                                                                         |

| Blason de Héron (commune) | Blason  | Écartelé au 1 de gueules, au 2 et 3 d'argent, au 4 d'azur chargé d'un pic de mineur et d'une faux d'or passés en sautoir. |
| Blason de Héron (commune) | Détails | Le statut officiel du blason reste à déterminer.                                                                          |

| Blason de Herstal | Blason  | D'azur à l'empereur Charlemagne couronné et à cheval, brandissant de la dextre un glaive et tenant de la senestre un globe crucifère, le tout d'or. |
| Blason de Herstal | Détails | Le statut officiel du blason reste à déterminer. |

| Blason de Herve | Blason  | D'azur à un Saint Jean Baptiste d'or posé sur un tertre du mesme, chargé des armes de la province de Limbourg qui sont d'argent au lion à la queue fourchée passée en sautoir de gueules, armé, lampassé et couronné d'or. |
| Blason de Herve | Détails | Le statut officiel du blason reste à déterminer. |

| Blason de Huy | Blason  | De gueules au château-fort d'or ouvert d'azur, formé d'un quadrilatère de murailles, vu en perspective, muni à chacun des trois angles visibles d'une tour ronde à toit conique sommé d'une girouette, celle de dextre contournée, la tour du centre a deux étages, ouverte d'azur et accostée de lettres en majuscules H et V d'or. Le château posé sur une terrasse de sinople. Différences entre dessin et blasonnement : Par défaut tours et châteaux sont crénelé, ici ce n'est pas le cas, bien que ce ne soit dit. Le chateau est dit "ouvert d'azur", de même que la tour centrale, ce qui fait deux portes, or seule la tour est ouverte. La terrasse est dessinée "isolée", ce qui n'est pas dit.. |
| Blason de Huy | Détails | Le statut officiel du blason reste à déterminer. |

## J
| Blason de Jalhay | Blason  | Parti, au premier de sable à la bande d'argent et au 2 étoiles à six rais posés en barre, au second d'argent à un perron d'azur posé sur une champagne de sinople couverte de 5 pommes au naturel posées 3 et 2. |
| Blason de Jalhay | Détails | Le statut officiel du blason reste à déterminer. |

| Blason de Juprelle | Blason  | Coupé vivré, au 1 d'azur à la colombe d'argent tenant au bec un rameau d'olivier du même, au 2 d'argent à 3 pointes flambantes de gueules. |
| Blason de Juprelle | Détails | Le statut officiel du blason reste à déterminer.                                                                                           |

## L
| Blason de La Calamine | Blason  | Parti, au premier d'azur au lion d'argent armé d'or, et au second d'argent à l'aigle éployée de sable armée d'or ; au chef de sable, chargé d'un maillet? et d'un marteau d'argent posés en sautoir, accompagnés de trois étoiles d'or. |
| Blason de La Calamine | Détails | Le statut officiel du blason reste à déterminer. |

| Blason de Liège | Blason  | De gueules au perron haussé, supporté par trois lions sur trois degrés, monté d'une pomme de pin, sommé d'une croix pattée, le tout d'or, accosté d'un L et G majuscules du même. |
| Blason de Liège | Détails | arrêté royal du 1er février 1947. |

| Blason de Lierneux | Blason  | D'argent à un sautoir de gueules chargé d'un loup bâté, le panier chargé de pierres au naturel. |
| Blason de Lierneux | Détails | Le statut officiel du blason reste à déterminer.                                                |

| Blason de Limbourg | Blason  | De gueules à un château fort d'argent crénelé ouvert chargé d'un écu chargé des armoiries de Limbourg et surmonté de 2 tours du même à toit conique et d'un perron au centre(à vérifier - sources : et ) |
| Blason de Limbourg | Détails | Le statut officiel du blason reste à déterminer. |

| Blason de Lincent | Blason  | De vair en chevron renversé à deux chevrons de gueules. |
| Blason de Lincent | Détails | Le statut officiel du blason reste à déterminer.        |

| Blason de Lontzen | Blason  | Parti : - au I, d'azur à la Vierge tenant de la dextre l'Enfant Jésus d'or nimbée dans un halo du même; - au II, d'azur au lion de gueules à la queue fourchée passée en sautoir, armé et lampassé d'or.                          |
| Blason de Lontzen | Détails | Armes de Lontzen par arrêté royal du 28 05 1956. Armes de Walhorn par arrêté royal du 29 01 1953. Fusion des deux blasons après la fusion des communes et décision de l’exécutif de la Communauté Germanophone du 10 02 1988 (de) |

## M
| Blason de Malmedy | Blason  | D'or au dragon de sable sur une terrasse de sinople. |
| Blason de Malmedy | Détails | Le statut officiel du blason reste à déterminer.     |

| Blason de Marchin | Blason  | D'argent au barbeau de gueules posé en pal, l'écu sommé d'une couronne à trois fleurons séparés par deux groupes de trois perles,. Cri de guerreMarchines |
| Blason de Marchin | Détails | La couronne de Comte à trois fleurons séparés par deux groupes de trois perles est la forme usitée notamment dans le Pays de Liège et dans les Pays-Bas autrichiens. Première concession Délibération communale : 29 décembre 1962 Arrêté royal : 23 octobre 1965 Moniteur belge : 13 mai 1966 Renouvellement à la suite de la fusion des communes de 1977 Délibération communale : 7 août 1977 Arrêté royal : 24 avril 1980 Moniteur belge : 9 juillet 1980 |

| Blason de Modave | Blason  | D'argent au lion d'azur                                                                    |
| Blason de Modave | Détails | Délibération communale: 26 mars 1992, Arrêté de l'exécutif de la communauté : 12 août 1992 |

## N
| Blason de Nandrin | Blason  | D'hermine à deux fasces de gueules, brisé d'un lambel d'or brochant sur la première. |
| Blason de Nandrin | Détails | Le statut officiel du blason reste à déterminer.                                     |

Communes manquantes : Neupré.

## O
| Blason de Olne | Blason  | De gueules au sautoir formé d'une crosse d'argent et d'une épée du même |
| Blason de Olne | Détails | Le statut officiel du blason reste à déterminer.                        |

| Blason de Oupeye | Blason  | Parti, au 1 d'or à un cerf rampant de gueules; au 2 coupé, en chef d'or à la fasce bretessée et contre bretessée de sable accompagnée de trois abeilles de gueules, en pointe d'argent à trois fasces de sable au croissant d'or brochant. |
| Blason de Oupeye | Détails | A.R. 5 decembre 1954 |

Communes manquantes : Oreye, Ouffet.

## P
| Blason de Pepinster | Blason  | Coupé, au 1er d'argent à 3 lions de sinople, armés et lampassés de gueules, couronnés d'or (qui est de Franchimont); au 2e d'azur à 4 anilles d'or, posées 3 et 1 |
| Blason de Pepinster | Détails | AR 26-07-1926 |

| Blason de Plombières | Blason  | D'argent au lion de gueules armé, langué et couronné d'or à la queue fourchée passée en sautoir, au chef de sable à 5 pensées d'or. |
| Blason de Plombières | Détails | Le statut officiel du blason reste à déterminer.                                                                                    |

## R
| Blason de Raeren | Blason  | (de) unter silbernem Schildhaupt, darin ein schwarzer Mauerbalken belegt mit drei roten Enten, in Rot ein goldener Raerener Krug. Qui pourrait être traduit par : De gueules à la cruche de Raeren d'or au chef d'argent muré de sable à 3 merlettes de gueules. (Litt : Sous un haut d'écu d'argent sur lequel se trouve un mur noir avec 3 canards rouges, une cruche de Raeren d'or dans du rouge) |
| Blason de Raeren | Détails | Gemeinderat 19/08/1991 |

| Blason de Remicourt | Blason  | Burelé d'or et de gueules de dix pièces au lambel d'azur à trois pendants à l'ancienne brochant sur les quatre premières burelles. |
| Blason de Remicourt | Détails | Le statut officiel du blason reste à déterminer.                                                                                   |

## S
| Blason de Saint-Vith | Blason  | (de)In silber ein goldgekrönter, blaugezungter und -bewehrter doppelschwänziger roter Löwe D'argent à un lion de gueules à la queue fourchée et passée en sautoir, armé et lampassé d'azur, couronné d'or. |
| Blason de Saint-Vith | Détails | Le statut officiel du blason reste à déterminer. |

| Blason de Seraing | Blason  | D'argent à un sautoir de gueules cantonné de quatre lions de sable. |
| Blason de Seraing | Détails | Le statut officiel du blason reste à déterminer.                    |

| Blason de Soumagne | Blason  | D'azur, un Saint-Lambert d'or, tenant un livre ouvert de la main droite et de la main gauche, une crosse d'évêque contournée et posée en barre de même. |
| Blason de Soumagne | Détails | Le statut officiel du blason reste à déterminer. |

| Blason de Spa | Blason  | D'argent au pouhon d'argent maçonné de sable surmonté des inscriptions SPA-POUHON d'or sur fond d'azur. |
| Blason de Spa | Détails | Le statut officiel du blason reste à déterminer.                                                        |

| Blason de Sprimont | Blason  | D'argent au lion de gueules armé, lampassé et couronné d'or. |
| Blason de Sprimont | Détails | Le statut officiel du blason reste à déterminer.             |

| Blason de Stavelot | Blason  | Coupé au 1) d’argent à un buste de Saint Remacle au naturel, mitré portant dans la dextre une chapelle et tenant de la senestre une crosse, le crosseron tourné vers l’extérieur, au 2) d’argent à un loup passant, bâté, les 2 paniers remplis de pierres, le tout au naturel. |
| Blason de Stavelot | Détails | 14 novembre 1921 |

| Blason de Stoumont | Blason  | D'or à une bande de gueules, à la bordure de gueules. |
| Blason de Stoumont | Détails | Le statut officiel du blason reste à déterminer.      |

Communes manquantes : Saint-Georges-sur-Meuse, Saint-Nicolas (Liège).

## T
| Blason de Theux | Blason  | Coupé; au premier d'argent à trois lions de sinople, armés et lampassés de gueules, couronnés d'or (qui est du Marquisat de Franchimont); au deuxième de gueules au perron .liégeois accosté des lettres capitales L et G le tout d'or (qui est de la Principauté de Liège). |
| Blason de Theux | Détails | Le statut officiel du blason reste à déterminer. |

| Blason de Thimister-Clermont | Blason  | D'or à la croix engrêlée de sable.               |
| Blason de Thimister-Clermont | Détails | Le statut officiel du blason reste à déterminer. |

| Blason de Tinlot | Blason  | D'argent à la bande de gueules accompagnée de six merlettes du même, rangées en orle. |
| Blason de Tinlot | Détails | Le statut officiel du blason reste à déterminer.                                      |

| Blason de Trois-Ponts | Blason  | D'or à un Saint-Jacques au naturel flanqué de 2 coquilles d'or (?) |
| Blason de Trois-Ponts | Détails | Le statut officiel du blason reste à déterminer.                   |

Communes manquantes : Trooz.

## V
| Blason de Verviers | Blason  | Coupé : au 1) d'argent aux trois lionceaux de sinople couronnés d'or, armés et lampassés de gueules ; au 2) aussi d'argent à une branche de chêne au naturel fruitée d'or. |
| Blason de Verviers | Détails | Le statut officiel du blason reste à déterminer. |

| Blason de Villers-le-Bouillet | Blason  | De gueules à la gerbe de cinq brins de blé surmonté d'un chef d'or et 2 pioches d'argent croisées. |
| Blason de Villers-le-Bouillet | Détails | Le statut officiel du blason reste à déterminer.                                                   |

| Blason de Visé | Blason  | D’azur à une bande d’argent, l'écu surmonté de le couronne murale et posé sur un perron d'or fait dune colonne posée sur trois degrés et surmontée d'une pomme de pin et d'une croix. |
| Blason de Visé | Détails | blason officiel |

Communes manquantes : Verlaine (province de Liège).

## W
| Blason de Waimes | Blason  | Burelé d'argent et de sable de 10 pièces.        |
| Blason de Waimes | Détails | Le statut officiel du blason reste à déterminer. |

| Blason de Wanze | Blason  | D'argent au franc-quartier de gueules. |
| Blason de Wanze | Détails | 5 mars 1954; 12 fevrier 1980           |

| Blason de Waremme | Blason  | D'argent au château de gueules ouvert et ajouré d'argent, aux toits d'azur surmontés de drapeaux d'azur. |
| Blason de Waremme | Détails | Le statut officiel du blason reste à déterminer.                                                         |

| Blason de Wasseiges | Blason  | D'argent aux 3 aigles éployées de sable disposées 2 et 1, au chef d'azur à l'étoile à 5 rais d'or. |
| Blason de Wasseiges | Détails | AR 31/07/1926                                                                                      |

| Blason de Welkenraedt | Blason  | D'azur au lion de gueules à la queue fourchée passée en sautoir, armé et couronné d'or, lampassé d'azur Différences entre dessin et blasonnement : L'azur du champ est différent de l'azur de la langue. |
| Blason de Welkenraedt | Détails | Le statut officiel du blason reste à déterminer. |